# Акбарісово
Акбарі́сово (рос. Акбарисово, башк. Аҡбарыҫ) — село у складі Шаранського району Башкортостану, Росія. Адміністративний центр Акбарісовської сільської ради.
Населення — 437 осіб (2010; 506 у 2002).
Національний склад:
- марійці — 79 %